# Petr Schulhoff
Petr Schulhoff (10. července 1922, Berlín, Německo – 4. května 1986, Praha) byl český režisér a scenárista.

## Život
Narodil se jako syn českého židovského hudebního skladatele a klavíristy Ervína Schulhoffa, s nímž strávil část života v koncentračním táboře Wülzburg. Vrchol své popularity zažíval na přelomu 70. a 80. let, zejména díky svým komediím, jež patřily ke světlým bodům tehdejšího šedého programu Československé televize.
Před válkou působil jako herec, po válce však začal pracovat na režisérském postu jako asistent režie v barrandovském filmovém studiu. Jeho prvotní tvorba sestávala převážně z detektivek (Vrah skrývá tvář – 1966, Po stopách krve – 1970, Diagnóza smrti – 1979), v polovině 70. let se však začal více věnovat žánru komedie, jež mu přinesly úspěch. Mezi ně patří Hodíme se k sobě, miláčku? (1974), Zítra to roztočíme, drahoušku…! (1976) nebo Co je doma, to se počítá, pánové… (1980).

## Filmová kariéra
Jako jedenáctiletý poprvé hrál ve filmu Vladislava Vančury „Na sluneční straně“ (1933).
U filmu začal pracovat hned po skončení války jako asistent režie v barrandovském filmovém studiu. Od roku 1953 byl režisérem a scenáristou v pražském Studiu dokumentárních filmů. Do poloviny 70. let natáčel pak převážně detektivní filmy – občas s nádechem mírně ironického humoru. Z jedné detektivní novely Eduarda Fikera přejal postavu kriminalisty Kalaše, která procházela (ztělesnil ji Rudolf Hrušínský) filmovými detektivkami Petra Schulhoffa (Vrah skrývá tvář – 1966, Po stopách krve – 1970, Diagnóza smrti – 1979).
Natočil i řadu dalších detektivních filmů, postupně však v jeho tvorbě začaly převažovat komedie. Snad jimi chtěl Schulhoff odlehčit dobu normalizace, která v 70. letech v Československu panovala.
Předznamenáním Schulhoffovy komediální tvorby byla legendární televizní mikrokomedie Bohouš (1968) s Vladimírem Menšíkem a Jiřím Sovákem v hereckém koncertu o nenasytném turistovi, nenasytném hostinském a koneckonců i nenasytném bernardýnu Bohoušovi, po kterém je snímek nazván. O rok později Schulhoff natočil neméně známý televizní seriál Trapasy (1969), kde navázal bližší pracovní vztah s Milošem Kopeckým, s nímž se přátelil už od dětství a který se stal posléze hvězdou Schulhoffových filmových komedií.
První komedie Hodíme se k sobě, miláčku? (1974) byla holdem herecké a manželské dvojici Vlastimil Brodský – Jana Brejchová.
O dva roky později začal raketový nástup dodnes populární komedií Zítra to roztočíme, drahoušku…! (1976). Na ni volně navázala komedie Co je doma, to se počítá, pánové… (1980) – poznamenaná změnou v jedné ze zásadních hlavních rolí: Miloše Kopeckého zde ze zdravotních důvodů nahradil Jiří Sovák. (Miloš Kopecký zaplatil svou manio-depresivní nemocí daň i jiné postavě – Petru Vokovi, kdy po filmu Svatby pana Voka, jej ve volném pokračování Pan Vok odchází (1979) režiséra Karla Steklého nahradil v této postavě Martin Růžek.)
Petr Schulhoff (libující si v rozvinutých přívlastcích v názvech komedií) dále točil mimo jiné další komedie Já to tedy beru, šéfe (1978) s tehdy populární semaforskou dvojicí Luděk Sobota – Petr Nárožný nebo Já už budu hodný, dědečku (1979), opět s Milošem Kopeckým, Ladislavem Peškem v roli dědečka a Alenou Vránovou, která ztvárnila Kopeckého manželku.
Náměty a scénáře komedií si psal většinou sám. Pamětníci vyprávějí, že, vědom si problematické doby, záměrně do scénářů svých komedií předem zakomponovával nějakou okatě problematickou scénu, o které předem věděl, že ji bdělé oko cenzora (nejčastěji v osobě ústředního dramaturga Filmového studia Barrandov) zakáže. Měl tím pádem takřka zajištěno, že do zbytku scénáře se mu již dále nebude nikdo vměšovat. Jako režisér byl velmi pečlivý a precizní profesionál. Přestože si ale vybíral do svých filmů herce schopné skvěle improvizovat (Iva Janžurová, Stella Zázvorková, Luděk Sobota, Dagmar Veškrnová aj.), jako režisér improvizaci příliš nemiloval.
Posledním zfilmovaným námětem a scénářem byla však detektivka Příliš velká šance (1984), kterou ale natočil již jeho kolega Otakar Fuka – mj. režisér filmu Akce Bororo. Zákeřná nemoc nutila Petra Schulhoffa zpomalovat tempo práce a v roce 1986 se rozhodl ukončit svůj život.

## Osobní život
Petr Schulhoff se narodil do rodiny hudebního skladatele a klavíristy Ervína Schulhoffa, po otci tedy poloviční žid. Vzhledem k tomu se s ním za druhé světové války ocitnul v koncentračním táboře Wülzburg, kde mu otec na tuberkulózu zemřel v náručí, přičemž mladý Petr mu musel vykopat hrob a pochovat jej do něj. Měl z toho celoživotní trauma a následkem toho nechtěl mít vlastní děti. Toto trauma později přispělo k rozvoji jeho psychosomatického onemocnění.
Jeho matka se po válce znovu vdala, otčím jej přijal za svého, ovšem matka krátce nato zemřela a otčím se znovu oženil, díky čemuž se mladý Petr ocitl de facto v cizí rodině. I to přispělo k jeho osobním zmatkům ohledně vlastní identity.
Oženil se s Marií Šustovou (roz. Arhovou, postupně Prokopcovou, Šustovou a nakonec Schulhoffovou) a vyženil s ní syna Jana z prvního manželství a dceru Kateřinu z druhého manželství; vlastní děti s ní neměl. Předkové nevěsty Arhovi spoluvlastnili cukrovar v Židlochovicích, a díky tomu byla velmi dobře zabezpečena. S manželkou Marií se velmi milovali. Dlouhá léta bydlel v bytě ve vícegenerační vile na Barrandově, poté v bytě na Praze 5 – Malvazinkách. Asi dvě desetiletí vlastnil chalupu v Josefově dole v Jizerských horách, následně chalupu ve Svojetíně u Rakovníka.
Byl vášnivým kuřákem a s oblibou kouřil zejména krátké cigarety (které si žiletkou vlastnoručně nařezával) v dlouhé dřevěné špičce. Občas hrával na tahací harmoniku. Jako režisér a scenárista byl velmi pečlivý a disciplinovaný. Jeho celoživotním přítelem byl herec Miloš Kopecký (s podobným životním traumatem ohledně matky).
Poslední film natočil v roce 1982, poté u něj vypukly zdravotní potíže tělesného i duševního druhu. Když poznal bezvýchodnost své situace, spáchal v roce 1986 sebevraždu předávkováním léky. Pohřební obřad se nekonal, popel z jeho urny byl rozptýlen na hřbitově v Praze-Malvazinkách.

## Režijní filmografie
- Alšův rok (1958)
- O lidech před pultem a za ním I. (1957)
- Proč lže…? (1958)
- O lidech před pultem a za ním II. (1958)
- O lidech okolo stolu (1958)
- Zlepšovák (1960)
- Postavy mimo hru (1960)
- Můj přítel Amerika (1960)
- Čtyři dny v Paříži (1960)
- Que viva Cuba (1961)
- Akce J (1961)
- Potíže s kulturou (1962)
- Lidé, zvířata, manéž (1962)
- Hurá cirkus (1962)
- Hrozné dítě (1962)
- Strach (1963)
- Láska nebeská (1964)
- Vajshoblák a státní tajemství (1965)
- Vrah skrývá tvář (1966)
- Zločin a trik II. (1967)
- Věštba z ruky (1967)
- Láska a chléb (1967)
- Inzerát (1967)
- Další, prosím (1967)
- Amatér (1967)
- Bohouš (1968)
- Trapasy (1969)
- Po stopách krve (1969)
- Vražedný týden (1970)
- Silvestrovský trapas (1970)
- Vím, že jsi vrah (1971)
- Silvestrovské kousky Františka Housky (1971)
- Slepé střevo (1972)
- Tetička za všechny peníze (1973)
- Přehlídka ztracených peněz (1973)
- Osud jménem Kamila (1974)
- Hodíme se k sobě, miláčku…? (1974)
- Zítra to roztočíme, drahoušku…! (1976)
- Koberec (1976)
- Úplně beznadějný případ (1978)
- Já už budu hodný, dědečku! (1978)
- Já to tedy beru, šéfe! (1978)
- Diagnóza smrti (1979)
- Co je doma, to se počítá, pánové… (1980)
- Vyhra admirála Kotrby (1981)
- Příště budeme chytřejší, staroušku! (1982)